# هابانرو
هابانرو (به انگلیسی: Habanero chili) یکی از تندترین انواع فلفل تند و از گونه‌های فلفل دلمه‌ای است. در ایران به آن فلفل هندی نیز گفته می‌شود.

## نگارخانه

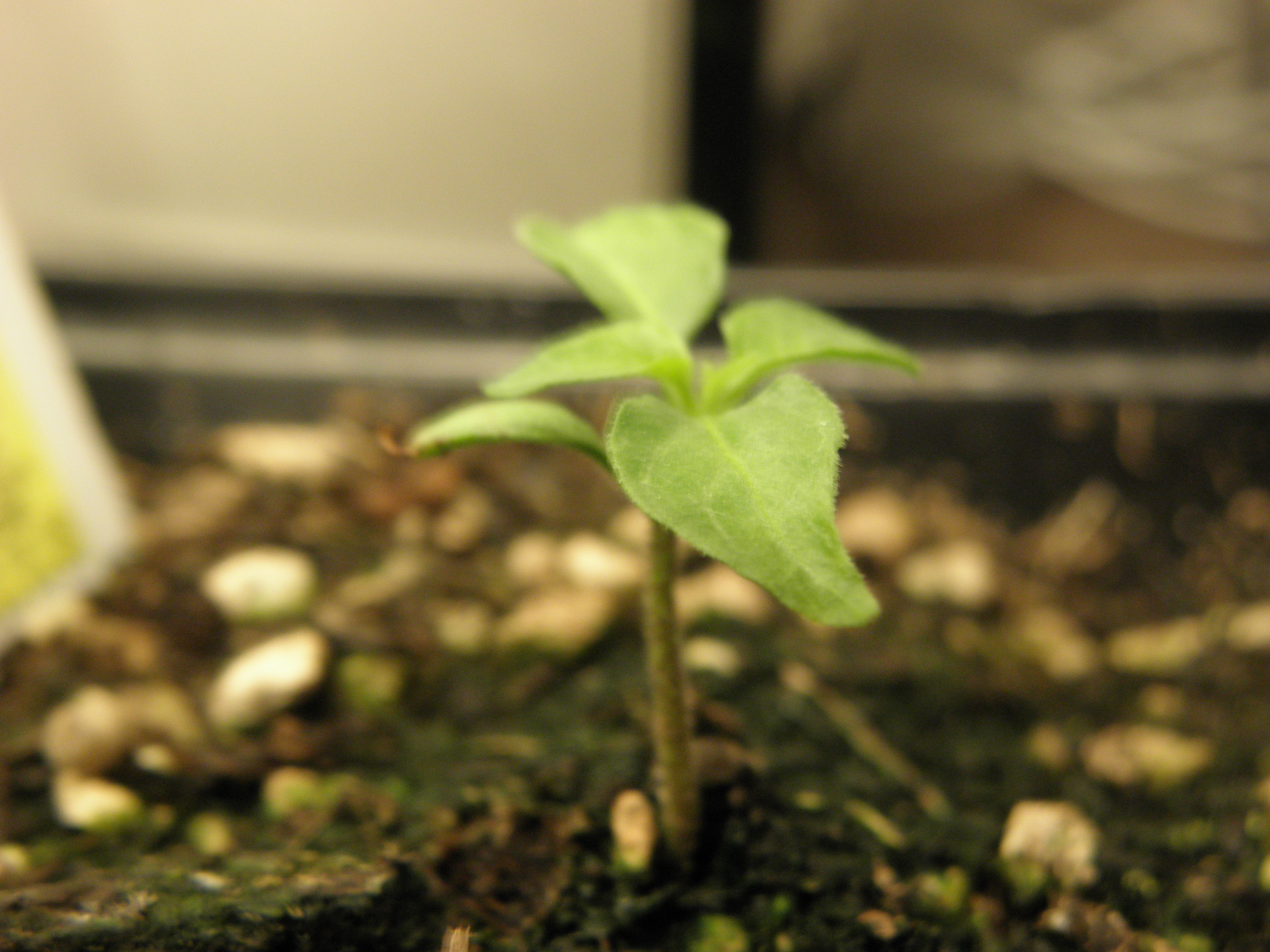
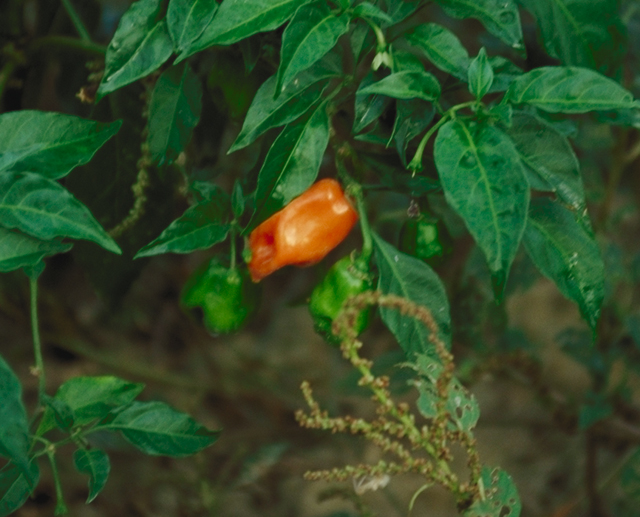
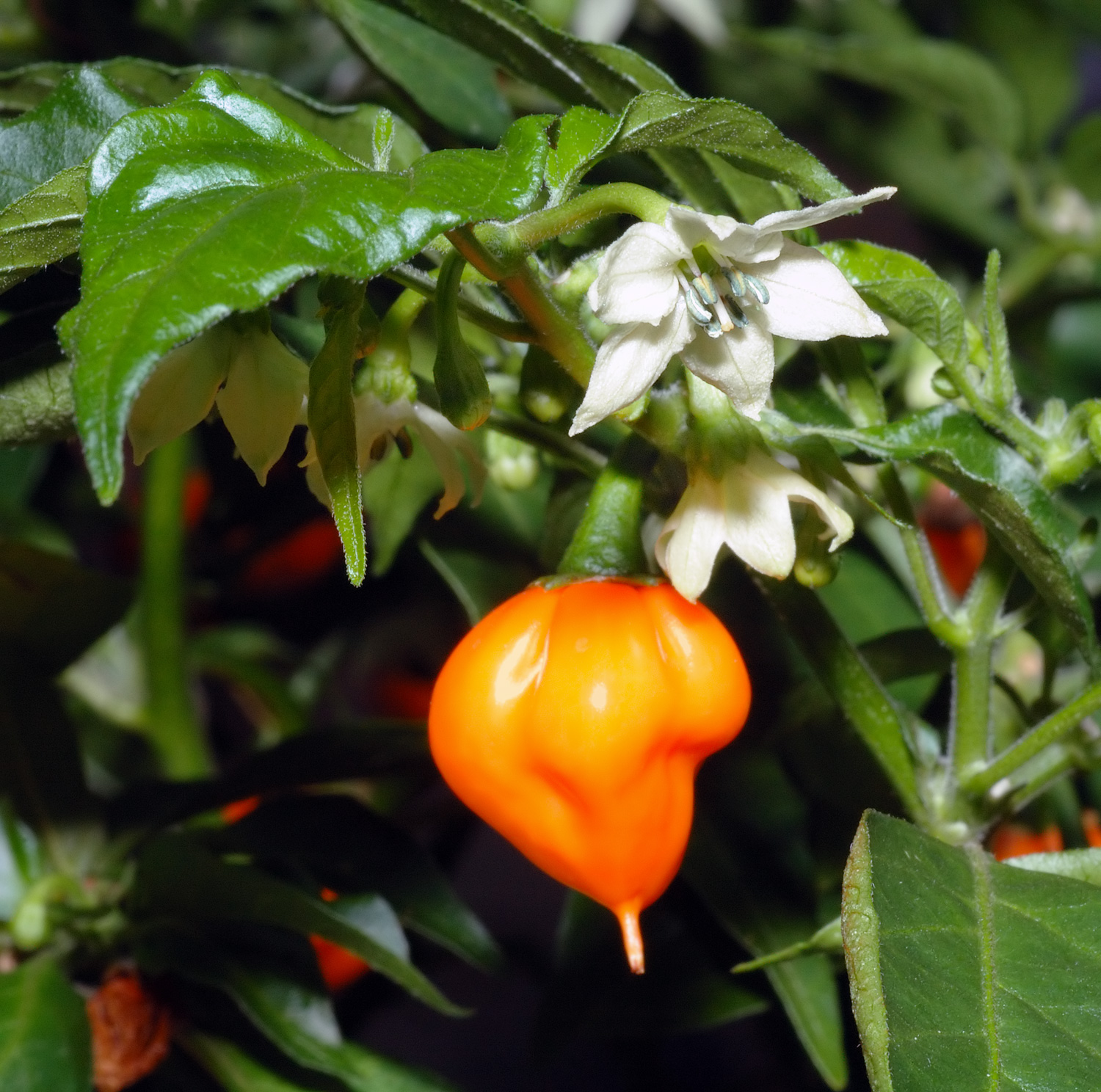
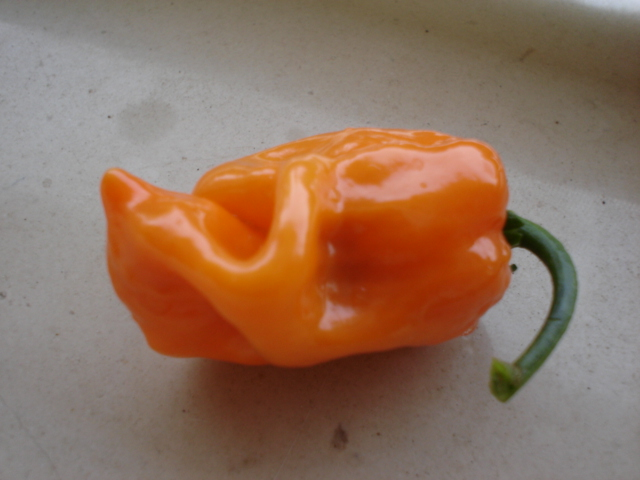
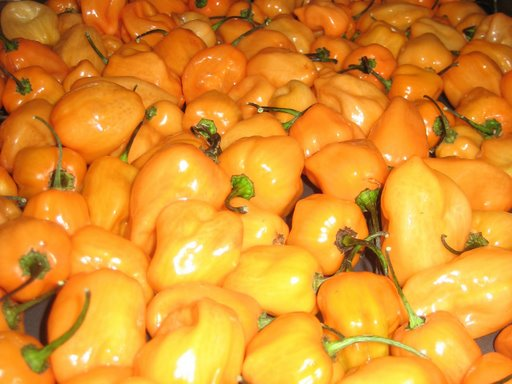
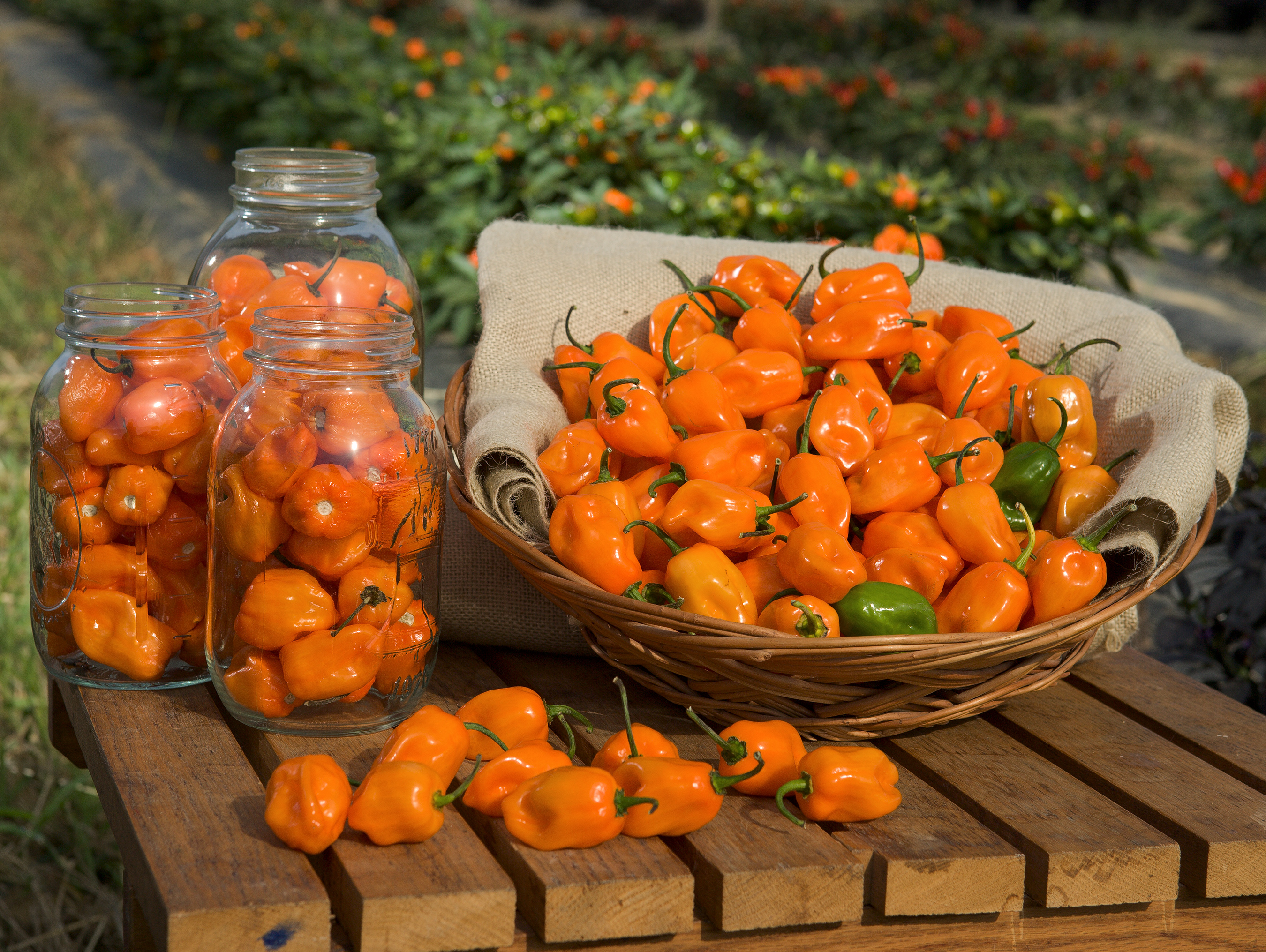